# Радуловик, Никколо
Никколо Радуловик итал. Niccolò Radulovich или Никколо Радулович хорв. Niccolò Radulovich (1627, Польньяно, Неаполитанское королевство — 27 октября 1702, Рим, Папская область) — итальянский куриальный кардинал, доктор обоих прав. Секретарь Священной Конгрегации по делам епископов и монашествующих с 12 июля 1691 по 3 сентября 1695. Архиепископ Кьети с 10 марта 1659 по 27 октября 1702. Кардинал-священник с 14 ноября 1699, с титулом церкви Сан-Бартоломео-аль-Изола с 3 февраля 1700 по 27 октября 1702.